# Podilský rajón
Podilský rajón (ukrajinsky Подільський район, do roku 2016 Kotovský rajón, ukrajinsky Котовський  район) je rajón v Oděské oblasti na Ukrajině. Hlavním městem je Podilsk a rajón má přibližně 230 tisíc obyvatel. 

## Města v rajónu
- Anaňjiv
- Balta
- Kodyma
- Podilsk